# دویدن (فیلم ۲۰۰۴)
دویدن (به هندی: Run) فیلمی است محصول سال ۲۰۰۴ و به کارگردانی جیوا است. در این فیلم بازیگرانی همچون آبیشک باچان، بومیکا چاولا، موکش ریشی، ویجای راز، عایشا جولکا، ماهش مانجرکار ایفای نقش کرده‌اند.